# Jean-Baptiste-Arthur Allaire
Pour les articles homonymes, voir Allaire.
Jean-Baptiste-Arthur Allaire (22 juillet 1866 – 9 octobre 1943) est un prêtre et un historien québécois. Auteur du Dictionnaire biographique du clergé canadien-français, ses enquêtes sur le clergé des XIXe et XXe siècles demeurent une référence aujourd'hui.

## Biographie
Né à Saint-Barnabé-Sud, il fait ses études au séminaire de Saint-Hyacinthe et à l'Université Laval de 1876 à 1890, puis obtient son bacclauréat ès lettres. Ordonné par Mgr Louis-Zéphirin Moreau en 1890, il est tour à tour vicaire, curé et missionnaire à Saint-Hilaire[précision nécessaire], Sainte-Rosalie, Saint-Pie, Saint-Dominique, Saint-Denis et Sainte-Angèle-de-Monnoir, Worcester[réf. nécessaire], Saint-Roch[précision nécessaire], Beloeil, Upton, Adamsville, Saint-Thomas-d'Aquin, Sainte-Cécile-de-Milton, Mont-Saint-Grégoire et Saint-Liboire.
Après une brève maladie en 1897, il travailla en tant qu'aumônier et se spécialisa dans l'évangélisation des zones rurales. Il voyagea en Belgique, en France et au Royaume-Uni, puis il fut nommé responsable de l'action sociale agricole, archidiacre du diocèse de Saint-Hyacinthe et aumônier de l'Union catholique des cultivateurs. Il se passionna par l'histoire paroissiale de Saint-Denis-sur-Richelieu et les origines de la coopération agricole. Fondateur de la Société d'histoire régionale de Saint-Hyacinthe, il créa aussi le journal Le Coopérateur agricole et collabora à La Tribune de Saint-Hyacinthe.
En 1928, il fut nommé chanoine honoraire à la cathédrale de Saint-Hyacinthe, après quoi il se retira au séminaire de Saint-Hyacinthe pour écrire l'Album du clergé séculier du diocèse de Saint-Hyacinthe et le Dictionnaire biographique du clergé canadien-français. Décédé le 9 octobre 1943 à l'âge de 77 ans, son corps repose dans la crypte du séminaire.

## Œuvre
- Histoire de la paroisse de Saint-Denis-sur-Richelieu, Imprimerie du Courrier de Saint-Hyacinthe, Saint-Hyacinthe, 1906 ouvrage disponible sur le site d'Internet Archive.
- Dictionnaire biographique du clergé canadien-français, Imprimerie de l'École catholique des sourds-muets, Montréal, 1908 ouvrage disponible sur le site d'Internet Archive